# Libnotes transversalis
Libnotes transversalis är en tvåvingeart som beskrevs av de Meijere 1916. Libnotes transversalis ingår i släktet Libnotes och familjen småharkrankar. Inga underarter finns listade i Catalogue of Life.